# Angiactis spinicola
Angiactis spinicola är en svampart som beskrevs av Aptroot & Sparrius. Angiactis spinicola ingår i släktet Angiactis och familjen Roccellaceae.   Inga underarter finns listade i Catalogue of Life.